# Przelewice (powiat wałecki)

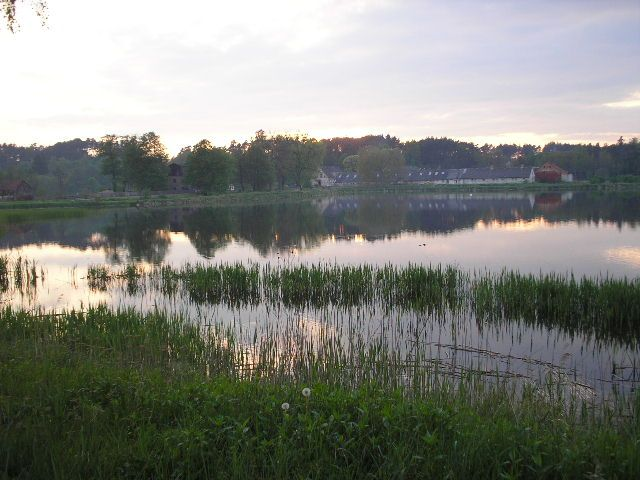
Przelewice - widok na staw rybny

Przelewice – wieś w zachodniej Polsce położona w województwie zachodniopomorskim, w powiecie wałeckim, w gminie Człopa, przy trasie wojewódzkiej nr 177.

## Nazwa
Według historyków kiedyś stosowano wymiennie dwie nazwy miejscowości - Pieczyska oraz Przelewice. Używano ich wobec tej samej osady lub osad do siebie przyległych. Po roku 1945 nazwą Pieczyska oznaczono nowszą osadę, która powstała dopiero w początku XIX wieku, leżącą 3,5 km na wschód od Przelewic, która nazywała się przed 1945 Bevillsthal, a Przelewicami stała się obecna wieś Przelewice.
Po raz pierwszy miejscowość została wymieniana w dokumencie z 1412 (odpis z 1546) jako  Pyecziska alias Przelewycz, 1557 Piecziska, 1595 Prilwiz.

## Historia
Miejscowość pierwotnie związana była z Wielkopolską. Ma metrykę średniowieczną i istnieje co najmniej od XV wieku. Była własnością szlachecką należącą do lokalnej szlachty wielkopolskiej w dobrach Człopa.
Odpis dokumentu z 1412 zapisany w 1546 głosił, że Wincenty dziedzic Czarnkowa i Człopy nadał Szymonowi zwanemu Trzebinka 1/3 dziedziny "Pieczyska alias Przelewice" wraz z połową młyna, prawem łowienia w stawie młyńskim, barcią, z której miał dawać pół beczki miodu, z prawem polowania oraz z nieruchomością, którą posiadał Niesuł, dziad Szymona. W 1508 miejscowość leżała w parafii Człopa i należała do powiatu poznańskiego Korony Królestwa Polskiego.
W 1557 kasztelan poznański Piotr Czarnkowski w działach ze swoimi braćmi otrzymał w dobrach czarnkowskich m.in. części wsi Przelewice. W 1581 regesty podatkowe odnotowały, że zapłacił on pobór ze wsi Przelewice: od 12 kawałków roli po 7 groszy, od 5 zagrodników, kowala, jednego łana sołtysiego oraz od dwóch młynów. W 1594 opisano przebieg granicy pomiędzy wsiami Czuczarz i Przelewicami. Biegła ona od narożnika przy Jaźwcowych Dołach przez jeziora Sołtyskie i Płociczne, przez błota i rolę Nowiny, do narożnika tych wsi z wsią Szonowo (obecnie Dzwonowo) na Sowiej Górze wzgórzu nad rzeką Płociczna.

## Obecnie
Wieś typowo rolnicza, około 200 mieszkańców. Znajduje się tu kościół rzymskokatolicki, przystanek PKS, staw rybny. Do roku 1995 działała tu stacja PKP łącząca wieś z Krzyżem, Człopą i Wałczem, obecnie połączenia kolejowe zostały zlikwidowane, funkcjonują tylko połączenia autobusowe.
Przez miejscowość przepływa rzeka Człopica. W okolicy znajdują się dwa jeziora: Płocice i Krzywe oraz rezerwat "Stary Załom".
W rocznicę śmierci papieża Jana Pawła II w Przelewicach zasadzono dąb papieski przy rzymskokatolickim kościele filialnym pw. Najświętszego Serca Jezusa. Leśnicy z nadleśnictwa Człopa i myśliwi objęli nad nim patronat. Kościół w Przelewicach dzięki temu otrzymał dwóch świętych patronów.
W latach 1975–1998 miejscowość należała administracyjnie do województwa pilskiego.